# 131 v.Chr.
131 v.Chr. is een jaartal volgens de christelijke jaartelling.

## Gebeurtenissen

### Italië
- In Rome verschijnt de eerste Acta Diurna, een staatskrant die op openbare plaatsen (o.a. het Forum en marktpleinen) wordt uitgehangen op een wit bord ("album"), de verspreiding vindt plaats in alle Romeinse provincies van het Imperium Romanum.

### Egypte
- Cleopatra II regeert als regentes met haar 12-jarige zoon Ptolemaeus Memphitis (131 - 129 v.Chr.) over Egypte.

### Klein-Azië
- Eumenes III leidt een volksopstand tegen de machtsovername door de Romeinen in Pergamon. Hij tracht de steden aan de Ionische kust voor zich te winnen, door hen vrijheid en onafhankelijkheid te beloven.